# Religion en Azerbaïdjan
Religions en Azerbaïdjan (2017)
- Islam chiite (81,6 %)
- Islam sunnite (12,2 %)
- Christianisme (0,7 %)
- Judaïsme (0,1 %)
- Sans religion (5,4 %)

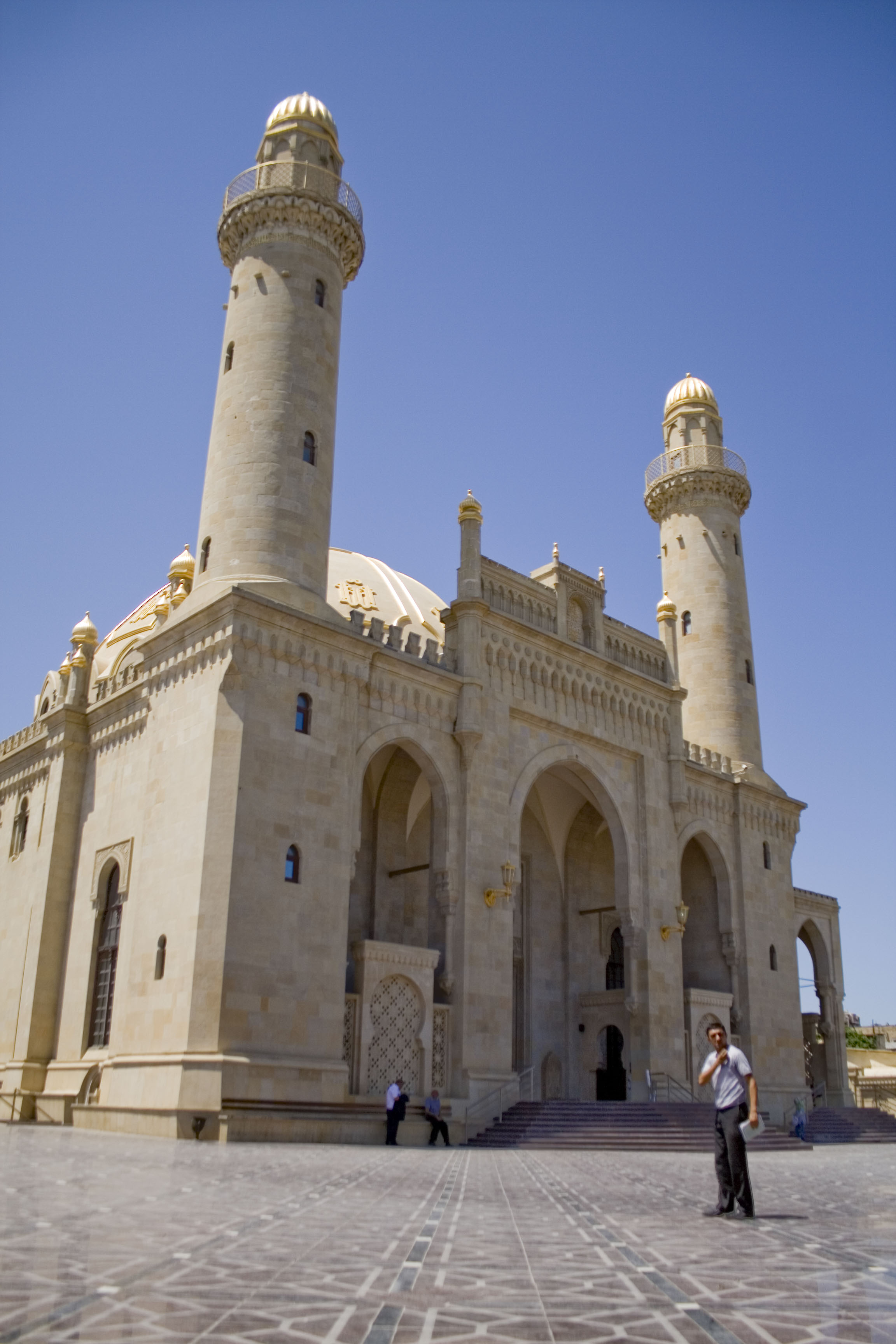
Mosquée à Bakou.

La principale religion en Azerbaïdjan est l'islam, implanté dans le pays depuis le VIIe siècle.
Durant le XVIe siècle, la population azérie a été convertie au chiisme duodécimain.
Les religions de l'Azerbaïdjan comprennent différentes tendances relativement faibles, réparties selon les personnes et les groupes ethniques qui résident dans le pays.
Malgré une vaste majorité de musulmans, le pays compte plusieurs confessions et est l'un des pays les moins religieux du monde. Le taux de pratiquants réels des diverses religions est beaucoup plus bas,
Selon World Value Survey, en 2017, 93,8 % des Azerbaïdjanais sont musulmans (81,6 % sont chiites, 12,2 % sont sunnites), 0,8 % croient en d'autres religions (principalement le christianisme orthodoxe) et 5,4 % n'appartiennent à aucune religion. En ce qui concerne l'importance de la religion, 15,9 % (contre 35,9 % en 2011) des Azerbaïdjanais disent que la religion est très importante, 43,1 % (contre 33,3 % en 2011) plutôt importante, 22,5 % (contre 20,5 % en 2011) pas très importante et 14,1 % (contre 10,2% en 2011) pas du tout importante. Le pourcentage d'Azerbaïdjanais se déclarant irréligieux ou athée est passé de 1,1 % en 2011 à 5,4 % en 2017.
L'Azerbaïdjan est un État laïc selon la constitution azerbaïdjanaise et la religion et l'État sont strictement séparées.

## Multiculturalisme

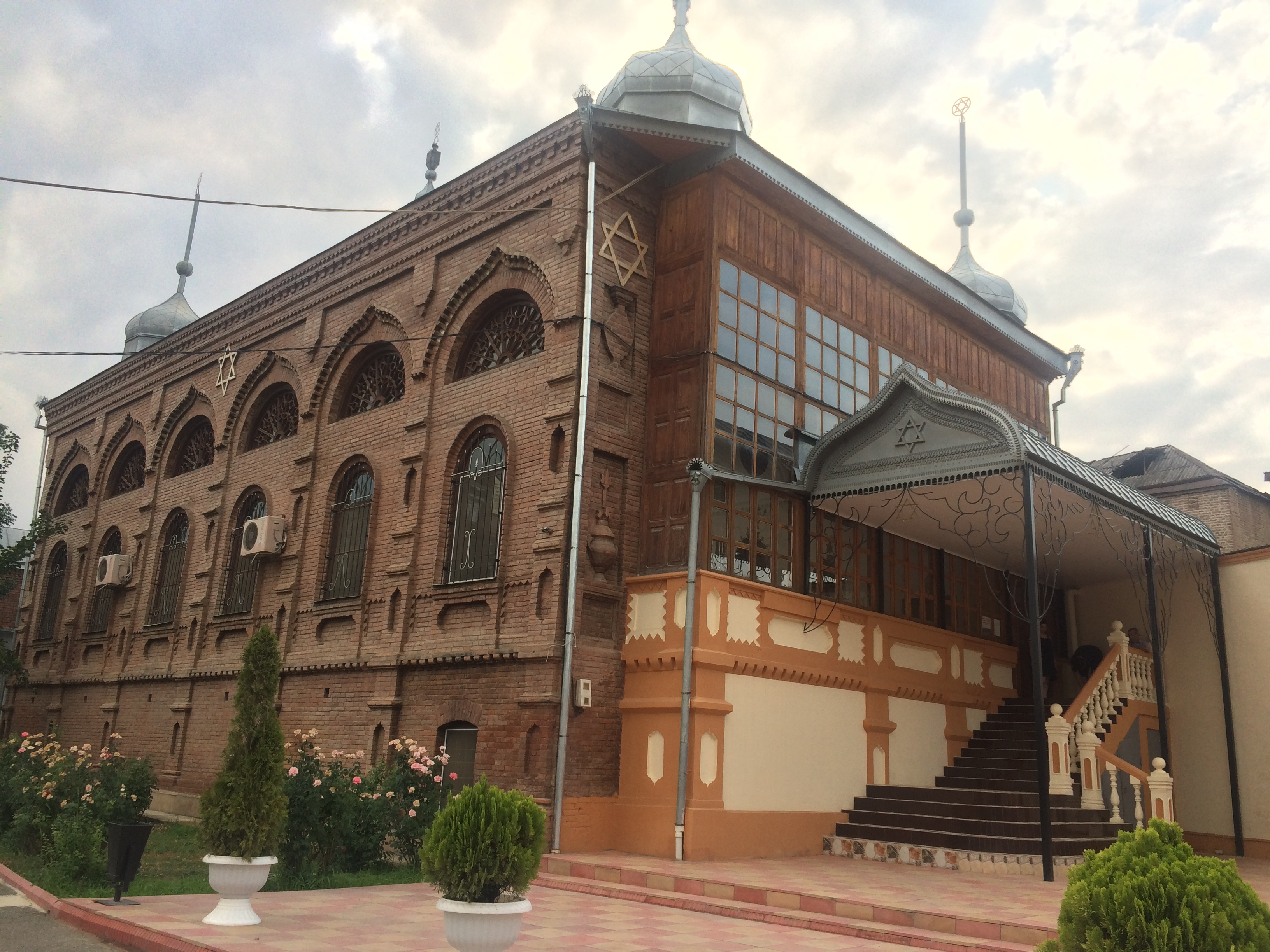
Synagogue à Gouba (Village Rouge).

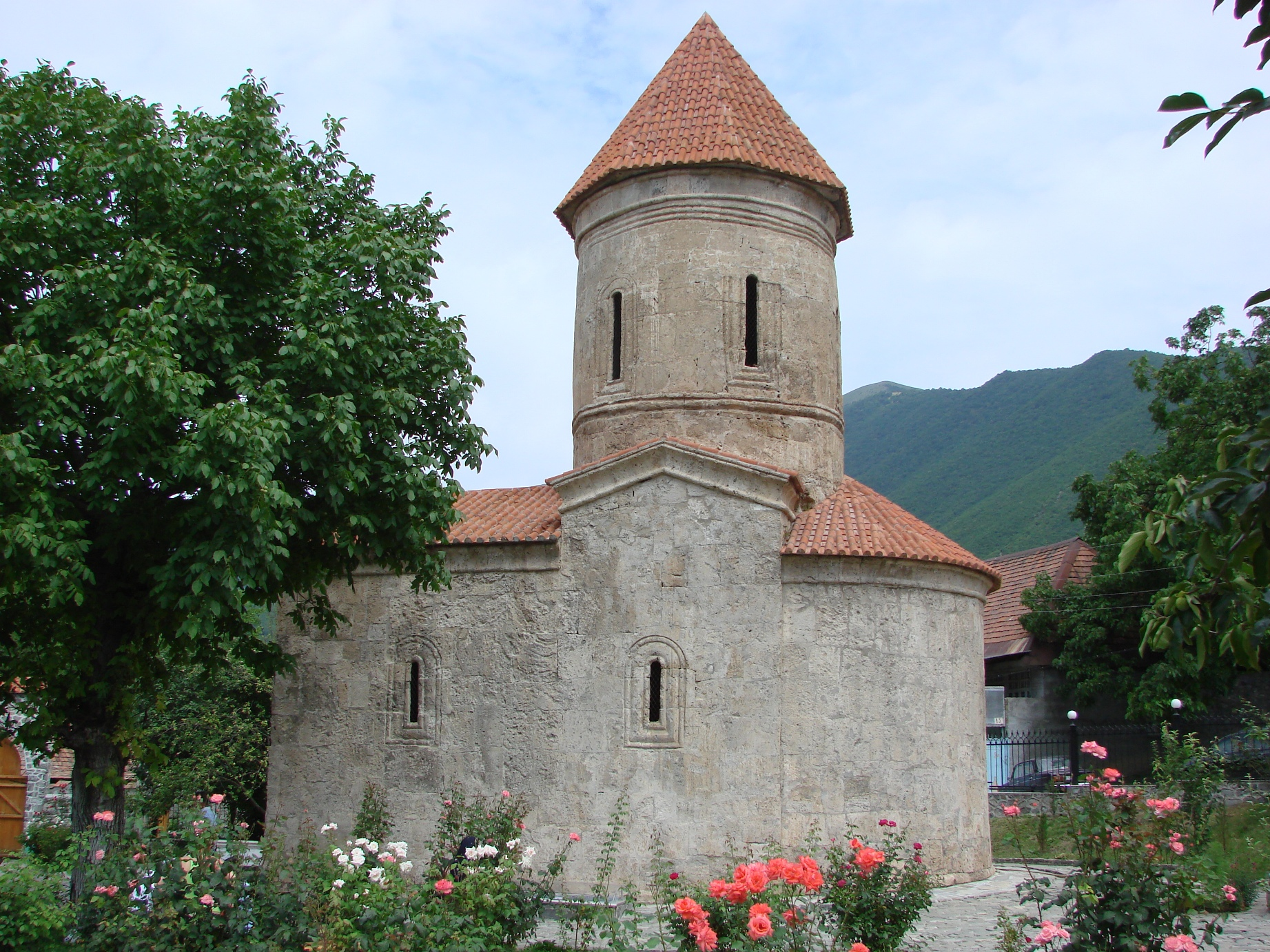
Église de Kish.

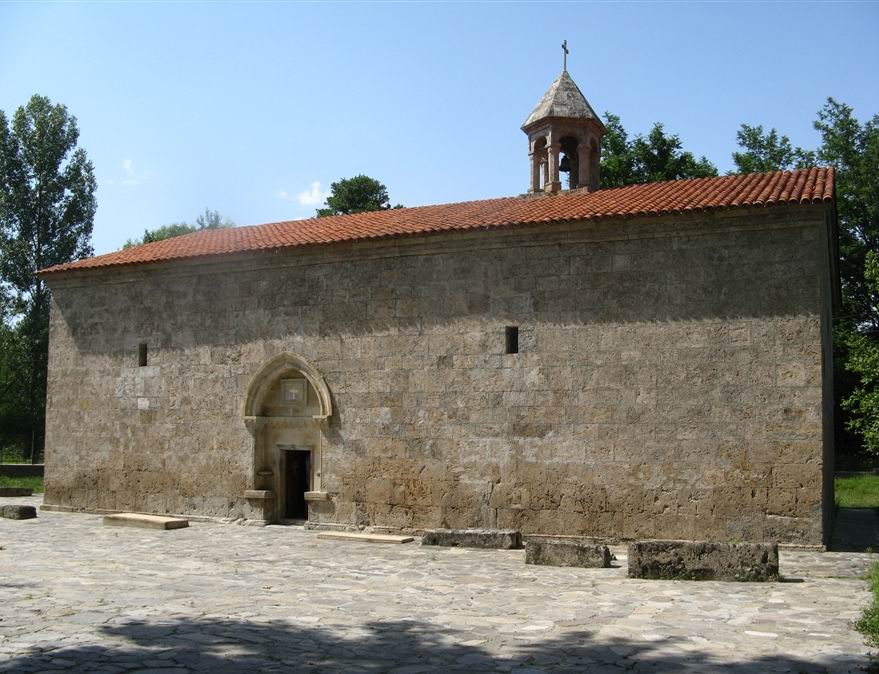
Église Saint-Élisée (Jotari) à Nij.

Le multiculturalisme azerbaïdjanais inclut la diversité religieuse. À Bakou, il n'y a que des lieux publics : des Ukrainiens, des Meskhètes, des Tatars, des Russes, des Lezghiens, des Slaves, des Géorgiens, des Kurdes, des Ingiloys, des Talyches, des Avars, des Européens et des Juifs des montagnes, des Juifs géorgiens, des Allemands et des Grecs.
L'Azerbaïdjan, selon les informations du Comité d’État pour le travail avec les organisations religieuses de la république d’Azerbaïdjan, abrite 1 802 mosquées, 5 églises orthodoxes russes, 4 églises orthodoxes géorgiennes, 1 église catholique, 6 synagogues, et divers autres lieux de culte.
La population se compose de 96 % de musulmans, de 4 % de chrétiens et des représentants d'autres religions.

## Islam
Dans les années 2000, les musulmans représenteraient 94,7 % de la population du pays, dont environ 85 % de chiites et 15 % de sunnites.
Avec le règne de Chah Ismaïl Ier, le fondateur de la dynastie des Séfévides qui régna sur l'Iran (l'Azerbaïdjan était alors une partie de l'Iran), la population azerbaïdjanaise, qui était principalement sunnite depuis le VIIe siècle, a été convertie au chiisme duodécimain pendant le XVIe siècle.
L'Azerbaïdjan a le deuxième pourcentage le plus élevé des chiites après l'Iran, mais la majorité des Azéris sont sécularisés par des décennies d'athéisme officiel soviétique.
Jusqu'à récemment, l'islam en Azerbaïdjan était relativement détendu.
Bien que la grande majorité des Azerbaïdjanais se soient déclarés comme musulmans, les enquêtes menées à la fin de l'ère soviétique et au début de l'ère post-soviétique ont révélé que moins du quart des personnes qui se considéraient comme musulmanes « avaient même une compréhension élémentaire des piliers de l'islam », selon les chercheurs Emil Suleymanov et Maya Ehrmann.
Selon une enquête menée en 2000, moins de 7 % des personnes interrogées se considéraient comme des « croyants fermes », alors que 18 % seulement avouaient observer la salat (prière rituelle, l'un des piliers de l'islam),.
Le président du Département des musulmans du Caucase assure les contacts avec les organisations islamiques et parvient à établir des relations religieuses étroites avec les pays musulmans voisins. À ce jour, le Département des musulmans du Caucase répond aux besoins religieux des communautés islamiques d'Azerbaïdjan, supervise le bon déroulement des rituels, continue à former des travailleurs religieux par le biais de l'Université islamique de Bakou, fondée en 1991 et responsable de toutes les manifestations religieuses se produisant dans le pays. La faculté de théologie de l’Université d’État de Bakou forme des scientifiques de l’islam et de la théologie depuis 1992,,.
Au cours des années d'indépendance, le culte des saints a été renforcé en Azerbaïdjan et les nouveaux lieux saints ont été installés avec les anciens. Bakhailism créé sa propre assemblée annuelle et élargi.
Les relations de la religion d’État sont réglementées par le Comité d’État pour le travail avec les associations religieuses d’Azerbaïdjan, créé par le décret du président Heydar Aliyev en 2001.
Plus récemment, les jeunes Azerbaïdjanais se sont de plus en plus tournés vers l'islam. De plus, certaines jeunes femmes en Azerbaïdjan ont décidé de s'habiller en tenue islamique malgré les risques liés notamment à la réprimande du personnel universitaire pour le port du hidjab,.

## Judaïsme
Le judaïsme a été présent en Azerbaïdjan depuis le Ier millénaire av. J.-C..
Il existe trois communautés distinctes de Juifs (Juifs des montagnes, Juifs ashkénazes et Juifs géorgiens) en Azerbaïdjan, qui totalisent près de 16 000 personnes.
Parmi eux, 11 000 sont des Juifs des montagnes, avec des concentrations de 6 000 à Bakou et 4 000 à Gouba, 4 300 sont des Juifs ashkénazes, la plupart vivent à Bakou et à Sumgaït, et 700 sont des Juifs géorgiens.
Il existe trois synagogues à Bakou et quelques-unes dans les provinces.
Cheikh al-Islam Allahchukur Pachazadé a fait un don de 40 000 dollars pour la construction d’une maison juive à Bakou en 2000,.
Le Village Rouge de Gouba a accueilli des Juifs depuis le XIIIe siècle avec leur célèbre langue, leurs coutumes et traditions spécifiques. Aujourd'hui fonctionnent 2 écoles pour enfants juifs, 7 communautés juives et 2 synagogues,,,.

## Bahaïsme
La foi bahá’íe (1863) en Azerbaïdjan traverse l'histoire complexe des changements régionaux. Avant 1850, les adeptes de la religion prédécesseure Babisme étaient établis à Nakhitchevan.
La population bahá'íe azerbaïdjanaise de Bakou a atteint son apogée pendant l'oppression de la période soviétique, avec environ 2 000 fidèles, avec aujourd'hui plus de 80 % de convertis, même si la communauté de Nakhitchevan, où tout a commencé, est toujours sérieusement harcelée et opprimée,.

## Christianisme

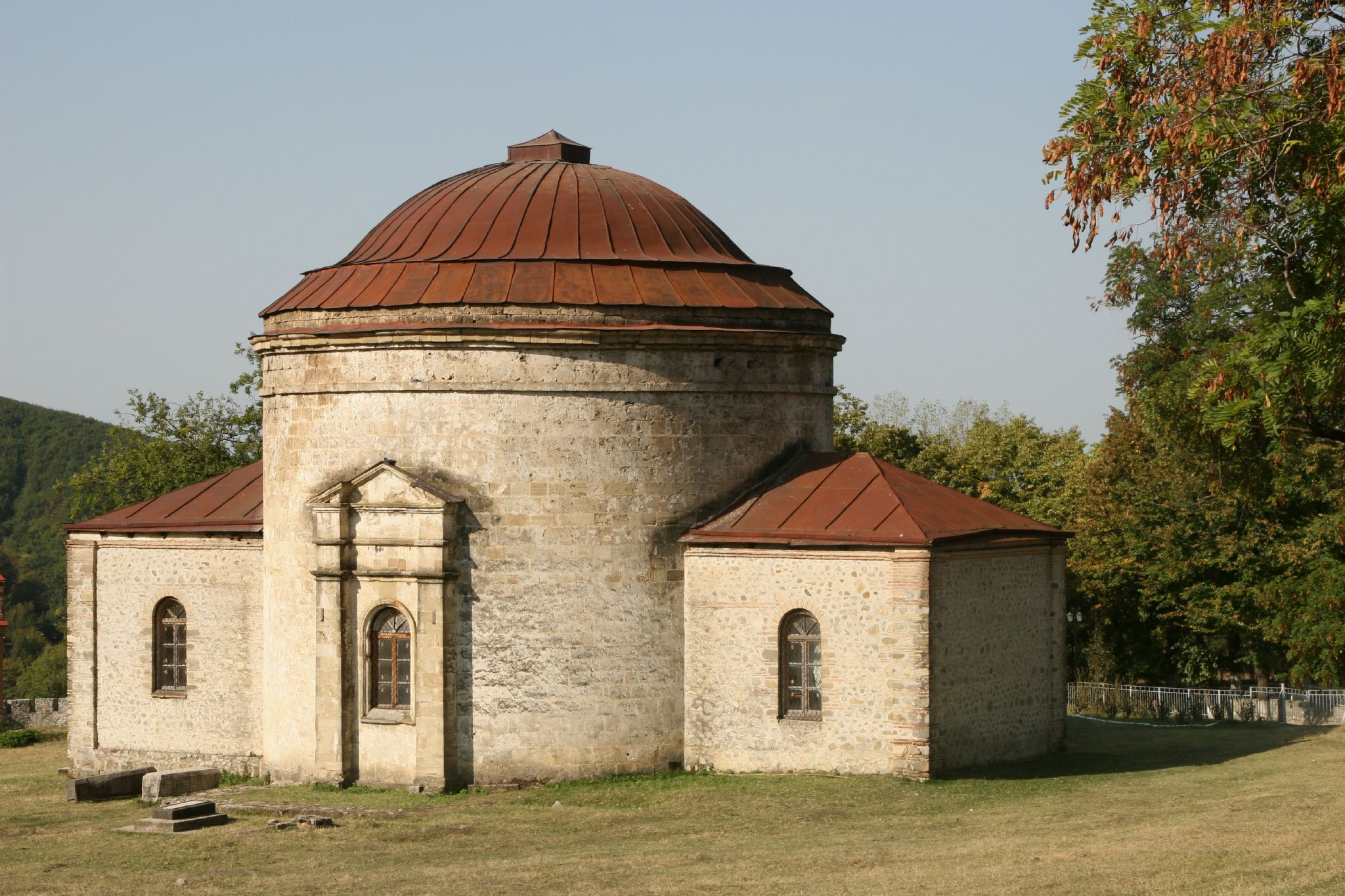
Église à Shaki.

Le christianisme en Azerbaïdjan est une religion minoritaire.
Les chrétiens représentent 4,8 % de la population du pays.
2,5 % de la population appartient à l'Église orthodoxe russe (1998), affiliée à une éparchie orthodoxe russe.
L'Église apostolique arménienne se situe principalement dans la république autoproclamée du Haut-Karabagh, à majorité arménienne.
Il existe également une minorité orthodoxe oudi de près de 8 000 personnes, ainsi que 11 communautés de Moloques.
Le nombre de protestants est estimé à moins de 7 000, et celui de catholiques romains à 400,

## Zoroastrisme

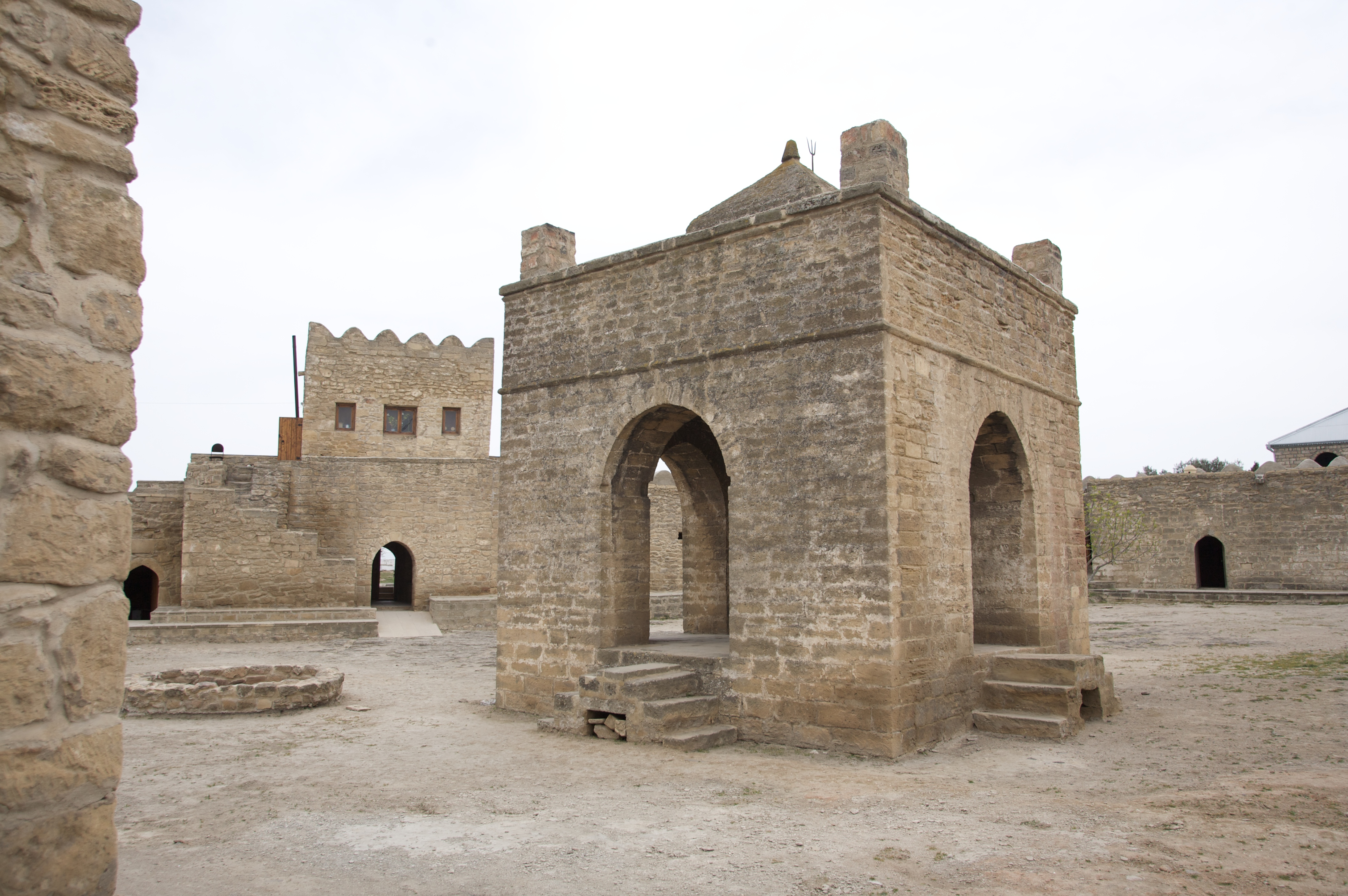
Temple du feu de l'Atechgah à Bakou.

Le zoroastrisme en Azerbaïdjan remonte au Ier millénaire av. J.-C.. C'était la religion prédominante du Grand Iran, dont l'Azerbaïdjan faisait partie, avant la conversion à l'islam au VIIe siècle. Avec les autres territoires de l’Empire perse, l’Azerbaïdjan est resté un État à prédominance zoroastrienne jusqu’à l’invasion arabe du VIIe siècle. Le nom Azerbaïdjan signifie la « Terre du feu éternel » en moyen-persan, un nom qui aurait un lien direct avec le zoroastrisme.
Aujourd'hui, la religion, la culture et les traditions du zoroastrisme restent très respectées en Azerbaïdjan, et la nouvelle année de Norouz, festival d'origine zoroastrienne, continue d'être la principale fête et un jour férié dans le pays.
Le zoroastrisme a laissé une marque profonde dans l'histoire du pays.
Des traces de cette religion sont encore visibles à Bakou, en particulier le temple d'Atechgah, un temple des adorateurs du feu dans le district de Surakhany, le village de Khinalyg et le Yanar Dag, où un feu brûle en permanence sur une colline, en raison de gaz naturel.
En 2010, environ 5 000 Zoroastriens en Azerbaïdjan professent leur foi, répartis surtout dans la région de Bakou et vers la frontière iranienne.
Le zoroastrisme actuel en Azerbaïdjan n'est pas lié à la survie de l'ancienne religion dans la région, mais à l'arrivée plus récente de zoroastriens d'origine persane venant de l'Inde britannique, tels que le Sind et la ville de Multan au Pendjab au moment de la découverte du pétrole à Bakou et du besoin de main-d'œuvre experte dans les années 1880.
L'actuel temple du feu de Bakou a été édifié sur le site d'un ancien temple du feu, et utilise le gaz et le pétrole naturellement enflammés à leur sortie du sol.

## Séparation de la religion et de l'État
L'Azerbaïdjan est un pays laïc, où la religion et l'État sont strictement séparées selon la constitution azerbaïdjanaise. La liberté de croyance religieuse est reconnue par la constitution azerbaïdjanaise.
Le prosélytisme, la propagande religieuse qui humilie la dignité des peuples et qui sont en contradiction avec les principes de l'humanisme sont interdits. Le système éducatif public est laïc.
Les relations entre l'État et la religion sont réglées par le Comité d'État pour le travail avec les organisations religieuses de la république d'Azerbaïdjan, créé par décret du président Heydar Aliyev en 2001.

## Repères en 2020
Pour une population d'approximativement 10 200 000 Azerbaïdjanais en 2020 :
- Religions principales
  - Islam en Azerbaïdjan (en) (93-97 %), sunnisme (15 %), chiisme duodécimain (85 %)
    - Protestations du hijab en Azerbaïdjan (en)
    - Allahchukur Pachazadé, Bureau des musulmans du Caucase, Tats
    - Pir Khidir Zinda

  - Christianisme en Azerbaïdjan (2-4 %, 300 000), 
    - Christianisme orthodoxe en Azerbaïdjan :
      - L'Église apostolique arménienne dans la république autoproclamée du Haut-Karabagh
      - Église russe orthodoxe en Azerbaïdjan (en);
      - Église géorgienne orthodoxe
      - Communauté chrétienne albanienne-oudie

    - Protestantismes (7 000)
    - Moloques
    - Église catholique en Azerbaïdjan (en) (400)

  - Judaïsme (30 000), Histoire des Juifs en Azerbaïdjan, Qırmızı Qəsəbə (Krasnaya Sloboda), Juifs des montagnes
- Autres spiritualités
  - Religions pré-abrahamiques d'Azerbaïdjan (en)
  - Zoroastrianisme en Azerbaïjan (en)
  - Hindouisme en Azerbaïdjan
  - Foi Bahá'í Faith en Azerbaïdjan (en)
- Autres
  - Irréligion en Azerbaïdjan (en) (<3 %)
  - Liberté de religion en Azerbaïdjan
  - Comité d'État pour les Associations religieuses de la République d'Azerbaïdjan
  - Édifices religieux en Azerbaïdjan
  - Persécutions anti-chrétiennes dans le bloc de l'Est (1917-1990) (en)